# Кёрнебах
Кёрнебах (нем. Körnebach) — река в Германии, протекает по земле Северный Рейн-Вестфалия. Длина реки составляет 12,8 км, площадь водосборного бассейна — 113,6 км².
Кёрнебах является притоком Зезеке, и совместно эти реки использовались для слива сточных вод из горнопромышленных выработок в регионе. Река была включена в специальную программу по очистке воды и восстановления экосистемы, реализованную для Кёрнебаха к 2006 году.